# Cyanocorax caeruleus
La urraca azul (Cyanocorax caeruleus), también denominada como chara cerúlea,  es una especie de ave paseriforme perteneciente a la familia Corvidae. Se encuentra en la Mata Atlántica, especialmente con Araucaria angustifolia, en el suroeste de Brasil (Estado de São Paulo hasta Rio Grande do Sul), llegando al este de Paraguay y nordeste de Argentina. Es el ave símbolo del Estado de Paraná.
La urraca azul tiene una longitud total de aproximadamente 40 cm  y pesa unos 270 gramos  y es el más grande de los córvidos de América del Sur. Su plumaje es azul intenso en contraste con el negro de la cabeza  y parte superior del pecho. Machos y hembras son similares, aunque las hembras suelen ser más pequeñas.
Se alimenta en gran medida en las semillas como las nueces de Araucaria angustifolia, pero no se limita estrictamente a esto, ya que también se alimenta de insectos y frutas. Al igual que otros córvidos, son muy inteligentes. Su comunicación es compleja, y consta de por lo menos 14 distintas vocalizaciones. Se forman grupos de 4 a 15 individuos que están bien organizados en jerarquías. Estos grupos se mantienen estables hasta por dos generaciones.

## Taxonomía
La urraca azul fue descrita por primera vez en 1818 por Louis Jean Pierre Vieillot en el vigésimo sexto tomo de la obra Nouveau Dictionnaire d'Histoire Naturelle, bajo el nombre científico de Pica caerulea, de un espécimen que obtuvo en Paraguay.
Se especula que la urraca azul forma una superespecie con la urraca morada (Cyanocorax cyanomelas), como así también con la urraca de cresta rizada (Cyanocorax cristatellus) y la urraca violácea (Cyanocorax violaceus).
La palabra Cyanocorax de su nombre binomial deriva del griego kuanos, que se refiere al azul oscuro de su plumaje y korax, que significa cuervo. Por otro lado, el epíteto caeruleus procede del latín caerule, que significa azul.